# João António Cochado Martins
João António Cochado Martins (Silves (Portugal), 12 de Dezembro de 1862 — Caldas de Monchique, 14 de Agosto de 1936) foi um militar do Exército Português, no qual atingiu o posto de coronel, que exerceu as funções de governador civil do Distrito da Horta.

## Biografia
Assentou praça como voluntário no Regimento de Infantaria n.º 15, em 1882, tendo seguidamente frequentado e concluído o curso de Infantaria da Escola do Exército. Foi sucessivamente promovido a alferes, em 1888; tenente, em 1895; capitão, em 1901; major, em 1911; tenente-coronel, em 1915 e coronel, em 1917. Passou à reserva, em 1919 e foi reformado em 1932.
Ao longo da sua carreira militar, serviu sucessivamente no Regimento de Caçadores n.º 2, no Batalhão Independente de Infantaria n.º 17 e, já no posto de coronel, como comandante da Guarda Fiscal, funções que manteve até à reforma.
Na vertente política, foi nomeado governador civil do Distrito da Horta, cargo que exerceu de 11 de janeiro a 25 de junho de 1910. Foi o penúltimo governador do período da Monarquia Constitucional Portuguesa, nomeado pelo 60.º governo da Monarquia Constitucional, presidido por Veiga Beirão e do qual era Ministro do Reino Francisco Felisberto Dias Costa. Prestou juramento a 14 de janeiro de 1910.
Foi condecorado com a comenda da Ordem de São Bento de Avis (1919) e com a comenda da Ordem de Cristo (1919), para alé da medalha de comportamento exemplar.